# Antigua provincia de La Habana
La provincia de La Habana es una división político-administrativa cubana desde 1878 hasta hoy, cuyo territorio desde 1878 hasta 1976 comprendía la región ubicada entre las antiguas provincias cubanas de Pinar del Río y Matanzas, que hoy incluye La Habana, y gran parte de las provincias de Artemisa y Mayabeque. Con la modificación de la división político-administrativa en 1976, esta denominación correspondió solamente al área que hoy ocupan parte de las provincias de Artemisa y Mayabeque. Desde 2011 la provincia de La Habana coincide con La Habana, que es una ciudad-provincia.

## Provincia de 1879 a 1963
La provincia de La Habana fue creada en 1878 junto con las otras 5 provincias originales cubanas. Entre 1879 y 1969, comprendía los territorios de las actuales provincias de Mayabeque y La Habana y del Municipio Especial de Isla de la Juventud, así como gran parte de la actual Provincia de Artemisa; con excepción los municipios de Artemisa, Guanajay, Mariel, Bahía Honda, San Cristóbal, Candelaria y la mayor parte de Caimito (antiguo municipio de Guayabal), que pertenecían a la Provincia de Pinar del Río, y de la porción este del municipio Santa Cruz del Norte: Arcos de Canasí, que era un municipio de la provincia de Matanzas.
Entre 1943 y 1963, estuvo dividida en 26 municipios:
- La Habana (capital)
- Marianao
- Guanabacoa
- Regla
- Santa María del Rosario
- Santiago de las Vegas
- San Antonio de las Vegas
- San José de las Lajas
- Bauta
- Caimito del Guayabal
- Bejucal
- San Antonio de los Baños
- Quivicán
- Santa Cruz del Norte
- Jaruco
- Alquízar
- La Salud
- Güira de Melena
- Batabanó
- Aguacate
- San Nicolás
- Güines
- Madruga
- Melena del Sur
- Nueva Paz
- Isla de Pinos

## Provincia de 1963 a 1976

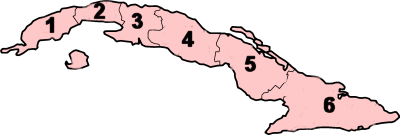
Mapa de las provincias de Cuba en 1970. La de La Habana está marcada con el número 2.

En 1963 se crean los «Regionales» como eslabón intermedio entre los municipios y las provincias. Hasta 1969 la provincia se dividió en cinco regionales: Habana Metropolitana, San José, Mayabeque, Ariguanabo e Isla de Pinos. En 1970 se incorporó a la provincia el Regional Artemisa proveniente de la Provincia de Pinar del Río. 
En ese período (1963-1969) se crean o restablecen los municipios de:
- Cabañas
- Ceiba del Agua - Vereda
- Cuatro Caminos - Managua
- Osvaldo Sánchez
- Catalina de Güines
- Palos
- San Antonio - Caraballo
- Campo Florido

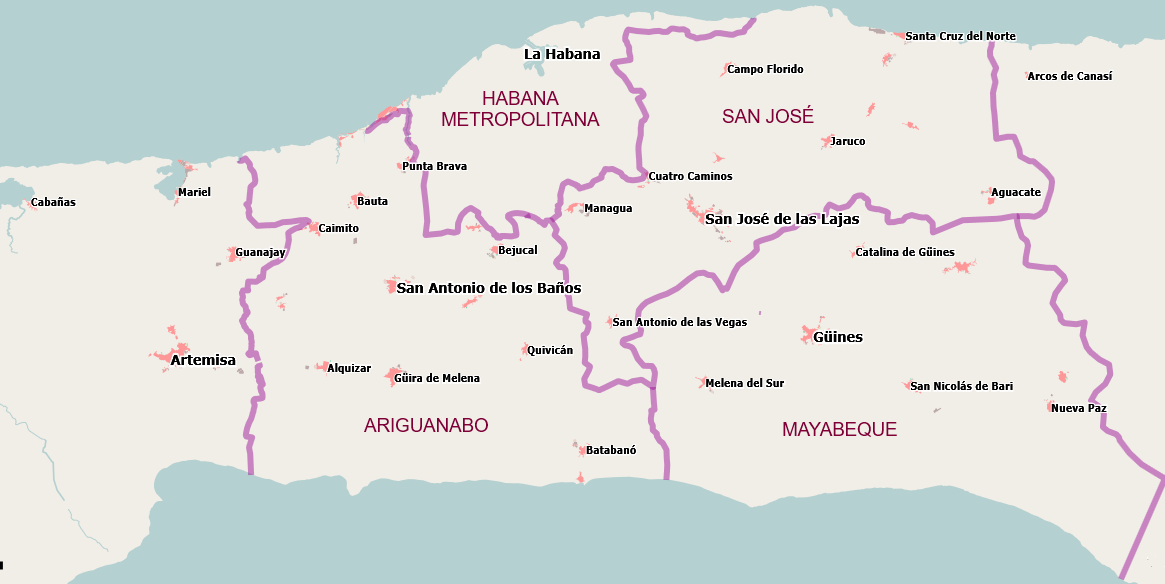
División en regionales de la provincia de La Habana en 1963

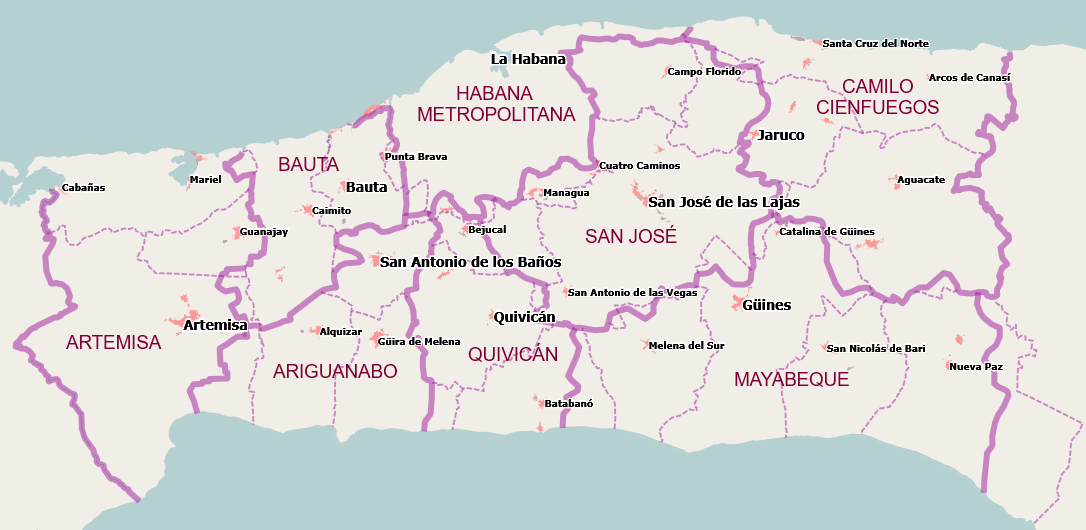
Regionales de La Habana Interior en 1970. Las divisiones menores muestran las fronteras actuales (2021) de los municipios.

Los cuales fueron abolidos posteriormente en 1976. Entre 1970 y 1976 el territorio de la provincia fue estable, pero las subdivisiones sufrieron cambios drásticos. En 1970 La Habana Interior se divide en 7 regionales: San José, Mayabeque, Camilo Cienfuegos, Quivicán, Ariguanabo, Bauta y Artemisa. A partir de 1973  se multiplican los regionales hasta 16 (6 en la zona metropolitana y otros 10 en la el interior) mientras el número de municipios alcanzaba 40.

## Provincia de 1976 a 2010

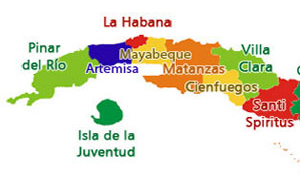
Provincias de Artemisa y Mayabeque tras la segmentación de la Provincia de La Habana en 2010.

División de la provincia de La Habana.

La provincia de La Habana, establecida en 1976, fue el resultado de la reestructuración de la anterior provincia de la forma siguiente:
- La creación de la Provincia de Ciudad de La Habana, separando de la antigua provincia los municipios que forman el conglomerado urbano de La Habana (antiguo Regional Habana Metropolitana) y adicionando algunos territorios periféricos (Managua, Campo Florido, Cuatro Caminos, Punta Brava, etc)

- La separación de Isla de Pinos creando el Municipio Especial Isla de la Juventud, de subordinación central,

- La incorporación de los municipios de Mariel, Guanajay y Artemisa (pertenecientes antes de 1969 a Pinar del Río), y la incorporación en el municipio de Santa Cruz del Norte del territorio del antiguo municipio matancero de Arcos de Canasí; así como otros ajustes territoriales de menor importancia,

- Y la fusión de varios municipios, aboliendo los municipios históricos de San Antonio de las Vegas, La Salud y Aguacate que databan de 1879.

Comprendía 19 municipios:
- Bauta
- Caimito (incorporando los territorios de Ceiba del Agua y Vereda Nueva)
- Mariel (incorporó a Cabañas)
- Artemisa
- Guanajay
- Bejucal
- Batabanó
- Alquízar
- Quivicán (incluyó a La Salud)
- San Antonio de los Baños
- Güira de Melena
- San José de las Lajas (incluyó a San Antonio de Las Vegas)
- Güines
- Melena del Sur
- Jaruco
- San Nicolás de Bari
- Nueva Paz
- Santa Cruz del Norte (incluyó a Arcos de Canasí)
- Madruga (incluyó a Aguacate)

La capital de la Provincia de La Habana (1976-2010) residía en la Ciudad de La Habana, o sea, fuera de su territorio provincial.
La Provincia de La Habana (interior) deja de existir como tal el 1 de enero de 2011 con la creación de las Provincias de Artemisa y Mayabeque y su nombre es transferido a la Provincia de Ciudad de La Habana.